# История Кюрасао
Кюрасао — самый большой остров Нидерландских Антил. История острова Кюрасао начинается с заселения острова индейцами племени араваков. Первыми европейцами, открывшими остров, были испанцы.

## Первое упоминание
История заселения острова Кюрасао начинается с его открытия индейцами племени араваков, которые ступили на эту землю задолго до Христофора Колумба. Следы их пребывания на территории острова датируются 2500 годом до н. э., что, в общей сложности, говорит о шеститысячелетней истории. Именно в этот момент араваки отправляются на поиски новых земель и обосновываются на так называемых АБК островах — Аруба, Бонайре, Кюрасао. Некоторые историки склонны считать, что название острова «Кюрасао» происходит от Caiquetios — одной из ветвей племени араваков.

## Колониальный период

### Испанская колония

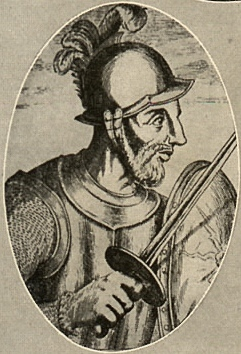
Алонсо де Охеда

Колумб, во время своего похода, составил карту Карибского бассейна в конце XV века и тем самым проложил путь для европейской колонизации. Первыми из европейцев, кто открыл остров, стали испанцы. Сохранились свидетельства, что поражённые цингой солдаты испанского командира Алонсо де Охеда были высажены на этот остров. Впервые были встречены аборигены, которых Охеда описывал, как «необычайно высоких», а сам остров — «остров гигантов». По возвращении экспедиции через два года, командир нашёл своих солдат на острове излеченными от болезни и пребывающими в здравии. В записках, которые вёл Америго Веспучи, он описывал травы и зелья, а также методы, которыми аборигены Кюрасао излечивали разного рода болезни. После возвращения на родину и распространения этих новостей большое количество испанских исследователей устремились к острову. Высадившись 26 июля 1499 года, испанские мореплаватели первым делом провозгласили эту территорию «вечным владением испанской короны». Однако, основать здесь первое функционирующее поселение им удалось только через тридцать лет. К началу XVI века стало понятно, что на острове не хватает пресной воды для поддержания больших фермерских хозяйств и отсутствуют какие-либо признаки золота. В результате, испанцы отказались от содержания постоянного гарнизона на острове Кюрасао, чем, впоследствии, и воспользовались голландцы.

### Голландская колония

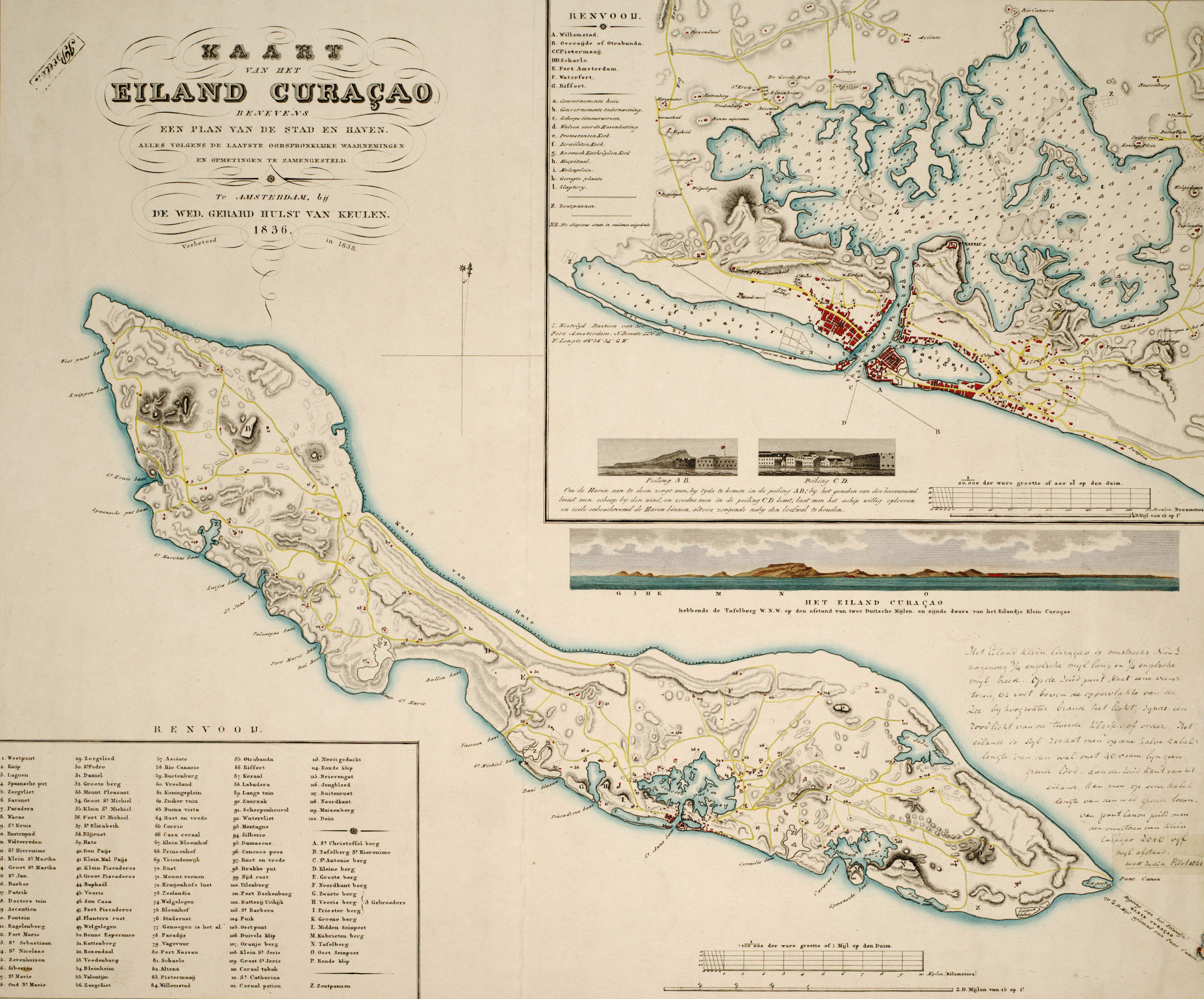
Голландская карта с изображением о. Кюрасао (авт. de Wed. Gerard Hulst van Keulen, 1836 год)

XVII век принёс ожесточённые бои за влияние в Карибском бассейне. Англия отвоевала испанскую Ямайку, голландцы захватили Кюрасао и некоторые другие мелкие острова. В 1634 году Голландской Вест-Индской компанией была поставлена задача отбить остров Кюрасао у испанцев, что и было выполнено военной экспедицией Яна ван Валбеека и Пьера Леграна. Привлечённый на голландскую службу пират Корнелис Корнелисзоон Йол не только атаковал испанские корабли в Карибском бассейне, но и был связующим звеном между островом и Вест-Индской компанией. Через него был передан приказ поселенцам о превращении Кюрасао в морской форпост и торговый порт. С центральным расположением острова и глубокой природной гаванью и естественной защитой берега — Кюрасао был идеальным местом для постройки нескольких крупных крепостей. Скоро и другие страны осознали стратегическое положение и важность острова, что привело к английским и французским атакам на город, а также к контролю торговли в его водах. Лишь Парижский мир 1815 года окончательно закрепил эту территорию за Батавской Республикой.
В 1621 году была создана Голландская Вест-Индская компания (Nederlandsche West-Indische Compagnie). Ей давалось на протяжении 24 лет право колонизации и монопольной торговли в Америке, и Кюрасао становится центром работорговли к 1639 году, когда компания поручила ввозить рабов из Африки. Голландские купцы и моряки не обременяли себя ожиданием, пока в Новом Свете появятся значительные голландские владения. На протяжении всего периода работорговли голландцы были торговыми посредниками, перепродавая рабов на островах Кюрасао и Аруба колонистам других стран. В это же время, под влиянием разнообразия говоров, формируется язык папьяменто — смесь португальского, испанского, голландского и африканского языков, который стал средством общения между рабами и рабовладельцами. О масштабах работорговли на острове Кюрасао говорит следующий факт. В XVIII веке работорговцы жаловались на недостаток невольников. Причина этого была не в недостатке «товара», а в недостаточном количестве транспортных кораблей. Около острова Кюрасао, где покупали рабов плантаторы со всех колоний, в XVIII веке могло собираться одновременно 60-70 транспортных кораблей, наполненных рабами. Этот процесс прекратился в 1863 году с отменой рабства.

### Английская колония
Союз Испании, а также Батавской республики с Францией сильно пошатнул позиции Англии на мировой арене. Безусловно, англичане имели виды на территории колоний в Карибском бассейне, что и привело к разработке плана оккупации Малых Антильских островов, целью которого был контроль торговли Кубы и Гаити. В 1796 году, английский генерал Ральф Эберкромби возглавляет войска для рейда по Карибскому бассейну. Первый удар пришелся на Тринидад, затем последовала атака Пуэрто-Рико, которая, в отличие от первой, оказалась неудачной. В 1800 году английские войска захватывают остров Кюрасао. По Амьенскому миру Англия обязалась вернуть все завоёванные ею территории в Карибском бассейне (кроме Тринидада) и остров Кюрасао снова перешел под юрисдикцию голландцев в 1802 году. После расторжения этого договора в 1803 году и возобновления военных действий о. Кюрасао вновь завоёвывается англичанами в 1807 году.

## XX век
После отмены рабства в 1863 году остров Кюрасао впал в затяжную экономическую стагнацию. С появлением пароходов и увеличением автономности плаванья кораблей ценность острова, как промежуточного порта — значительно убавилась. Лишь строительство Панамского канала принесло острову незначительное использование, как перевалочного и складского пункта. Экономический застой продлился вплоть до открытия и разработки нефтяных месторождений в Венесуэле около 1900-х годов. На острове строится транзитный нефтяной терминал, а также сухой док — один из крупнейших в Западном полушарии (с обслуживающей способностью для кораблей водоизмещением до 155 тыс. т.). «Роял датч-Шелл», а также американские компании осуществили постройку крупных нефтеперерабатывающих заводов на Кюрасао и Арубе. Также, остров осуществлял торговлю плодами дерева дивидиви, апельсиновой цедрой, алоэ, козьими шкурами, солью. Значительно позже, Кюрасао получает ощутимый доход от экспорта фосфатного известняка и неочищенного золота с Арубы. Во времена Второй Мировой войны голландская компания «Филипс» переносит на остров производство и юридический адрес.

## Независимость
Мужское население получило право голоса в 1936 году. Согласно Статуту о Нидерландских Антильских островах от 29 декабря 1954 года Кюрасао становится автономной частью в составе Королевства Нидерландов. Законодательная власть представляет собой однопалатные штаты, состоящие из представителей всех островов под юрисдикцией Нидерландов (от острова Кюрасао 14 избираемых депутатов).
Остров Кюрасао должен был стать автономным государством в составе Королевства Нидерландов 1 июля 2007 года, но в ноябре 2006 года Правительство острова отвергло этот меморандум и отправило на доработку. Новое Правительство острова, 9 июля 2007 года одобрило соглашение, которое было отклонено годом ранее и постановило, что Кюрасао станет самостоятельным государством в составе Королевства Нидерландов 15 декабря 2008 года. Однако, и этот меморандум был оставлен без реализации.
Статус самоуправляемого государства со значительной автономией (status aparte) в составе Королевства Нидерландов о. Кюрасао получил 10 октября 2010 года, когда юридически было закреплено прекращение существования Нидерландских Антильских островов.